# Evropska agencija za varnost in zdravje pri delu
Predloga:Infobox European Union agency
Evropska agencija za varnost in zdravje pri delu (EU-OSHA) je bila ustanovljena leta 1994 v Bilbau v Španiji. Cilj organizacije je, da bi s spodbujanjem varnostne kulture postala evropska delovna mesta bolj varna, zdravju prijazna in produktivnejša. Za ta cilj si prizadevajo z zbiranjem in širjenjem znanj in informacij ter s promocijo preventive tveganj.
Osebje agencije sestavljajo strokovnjaki s področja poklicne varnosti in zdravja (ang. occupational safety and helth), ter strokovnjaki s področij komunikacij in administracije. Na nacionalni ravni, agencijo zastopajo nacionalne informacijske točke, ki koordinirajo projekte promocije varnosti in zdravja pri delu.
Evropski observatorij tveganj je bil ustanovljen v letu 2005 kot integralni del Evropske agencije za varnost in zdravje pri delu. Demografske spremembe, razvoj organizacije dela in produkcijskih metod proizvajajo vedno nove oblike tveganj za varnost in zdravje delavcev. Observatorij tveganj si prizadeva za identifikacijo novih in pojavljajočih se tveganj, obenem pa promovira zgodnje preventivne ukrepe. Poleg tega opisuje trende, osnovne faktorje ter napoveduje spremembe za delovno okolje in njihove možne posledice za zdravje in varnost.
Evropska agencija za varnost in zdravje pri delu izdaja tudi mesečnik OSHmail , ki obravnava zdravje in varnost na delovnem mestu.